# Don't Let the Sun Go Down on Me
Don't Let the Sun Go Down on Me is een nummer van de Britse muzikant Elton John uit mei 1974. Het was de eerste single afkomstig van zijn album Caribou. Het nummer werd geschreven door John en zijn muzikale partner Bernie Taupin. Het nummer is geschreven in C majeur.

## Tekst en muziek
In de tekst zingt Elton voor iemand die hij heeft geholpen, maar hem nu afwijst. Het nummer werd samen met de andere nummers geschreven in een periode van tien dagen in januari 1974.
Het refrein wordt ondersteund door een blaasarangement van Del Newman. De achtergrondzang wordt verzorgd door Carl Wilson en Bruce Johnston van de Beach Boys en Toni Tennille. Ook is Ray Cooper te horen als percussionist.

## Tracklists

### 1974: 7-inchsingle
1. "Don't Let The Sun Go Down On Me"
2. "Sick City"

## Hitnotering Elton John

### Nederlandse Top 40
| Hitnotering: 20-07-1974 t/m 10-08-1974 | Hitnotering: 20-07-1974 t/m 10-08-1974 | Hitnotering: 20-07-1974 t/m 10-08-1974 | Hitnotering: 20-07-1974 t/m 10-08-1974 | Hitnotering: 20-07-1974 t/m 10-08-1974 | Hitnotering: 20-07-1974 t/m 10-08-1974 |
| Week                                   | 1                                      | 2                                      | 3                                      | 4                                      |                                        |
| -------------------------------------- | -------------------------------------- | -------------------------------------- | -------------------------------------- | -------------------------------------- | -------------------------------------- |
| Nummer                                 | 27                                     | 24                                     | 25                                     | 33                                     | uit                                    |

### Nationale Hitparade
| Hitnotering: 27-07-1974 t/m 03-08-1974 | Hitnotering: 27-07-1974 t/m 03-08-1974 | Hitnotering: 27-07-1974 t/m 03-08-1974 | Hitnotering: 27-07-1974 t/m 03-08-1974 |
| Week                                   | 1                                      | 2                                      |                                        |
| -------------------------------------- | -------------------------------------- | -------------------------------------- | -------------------------------------- |
| Nummer                                 | 30                                     | 30                                     | uit                                    |

### NPO Radio 2 Top 2000
| Nummer met noteringen in de NPO Radio 2 Top 2000 | '03  | '04  | '05  | '06  | '07  | '08  |
| ------------------------------------------------ | ---- | ---- | ---- | ---- | ---- | ---- |
| Don't Let the Sun Go Down on Me                  | 1636 | 1609 | 1684 | 1961 | 1787 | 1757 |

1. ↑  Een vetgedrukt getal geeft de hoogste notering aan.
2. ↑  2003 was het eerste jaar met een notering voor dit nummer.
3. ↑  Deze tabel is bijgewerkt tot en met de meest recente editie (2024).

## Versie 1991
In 1974 had de oorspronkelijke plaat niet veel succes, dit grote succes kwam in 1991 als duet tussen John en George Michael. Het duo trad met het nummer op tijdens het Live Aid concert van zaterdag 13 juli 1985 en nam een liveversie op tijdens een concert in het Wembley Stadium op 25 maart 1991. Tijdens dit concert was Elton John een verrassingsact tijdens het concert van George Michael. Het duet werd een enorme hit toen het later dat jaar werd uitgebracht op single. De nieuwe versie bereikte de eerste plaats in verschillende landen en is de enige nummer 1-hit van de jaren 90 in de Verenigde Staten die live werd opgenomen.
Het beeldmateriaal wat gebruikt wordt in de videoclip van Don't Let the Sun Go Down On Me is niet afkomstig van hetzelfde concert. "De clip werd gefilmd op meerdere dagen", zo bevestigde Michael Pagnotta, die de publiciteit van George Michael regelde. "Het werd opgenomen in een vliegtuighangar waar George geoefend had; Elton kwam op een avond langs en ze oefenden het nummer samen. De uiteindelijke versie van het nummer werd opgenomen tijdens een live-concert in Chicago in oktober. Het concert was een onderdeel van de Cover to Cover tour en toen Elton het podium opkwam werd het publiek gek".
Het nummer is terug te vinden op het Love Song compilatiealbum van Elton John. De opbrengsten van de single werden verdeeld over tien goede doelen voor kinderen, aids en onderwijs.

## Tracklijst

### 1991: 7-inch vinylsingle
1. "Don't Let The Sun Go Down On Me"
2. "Song for Guy"

### 1991: 12-inch vinylsingle
1. "Don't Let The Sun Go Down On Me"
2. "Song for Guy"
3. "Sorry Seems To Be The Hardest Word"

### Hitnotering George Michael & Elton John

#### Nederlandse Top 40
| Hitnotering: 14-12-1991 t/m 04-04-1992 | Hitnotering: 14-12-1991 t/m 04-04-1992 | Hitnotering: 14-12-1991 t/m 04-04-1992 | Hitnotering: 14-12-1991 t/m 04-04-1992 | Hitnotering: 14-12-1991 t/m 04-04-1992 | Hitnotering: 14-12-1991 t/m 04-04-1992 | Hitnotering: 14-12-1991 t/m 04-04-1992 | Hitnotering: 14-12-1991 t/m 04-04-1992 | Hitnotering: 14-12-1991 t/m 04-04-1992 | Hitnotering: 14-12-1991 t/m 04-04-1992 | Hitnotering: 14-12-1991 t/m 04-04-1992 | Hitnotering: 14-12-1991 t/m 04-04-1992 | Hitnotering: 14-12-1991 t/m 04-04-1992 | Hitnotering: 14-12-1991 t/m 04-04-1992 | Hitnotering: 14-12-1991 t/m 04-04-1992 | Hitnotering: 14-12-1991 t/m 04-04-1992 | Hitnotering: 14-12-1991 t/m 04-04-1992 | Hitnotering: 14-12-1991 t/m 04-04-1992 |
| Week                                   | 1                                      | 2                                      | 3                                      | 4                                      | 5                                      | 6                                      | 7                                      | 8                                      | 9                                      | 10                                     | 11                                     | 12                                     | 13                                     | 14                                     | 15                                     | 16                                     |                                        |
| -------------------------------------- | -------------------------------------- | -------------------------------------- | -------------------------------------- | -------------------------------------- | -------------------------------------- | -------------------------------------- | -------------------------------------- | -------------------------------------- | -------------------------------------- | -------------------------------------- | -------------------------------------- | -------------------------------------- | -------------------------------------- | -------------------------------------- | -------------------------------------- | -------------------------------------- | -------------------------------------- |
| Nummer                                 | 29                                     | 17                                     | 6                                      | 1                                      | 1                                      | 1                                      | 1                                      | 1                                      | 1                                      | 1                                      | 1                                      | 3                                      | 5                                      | 13                                     | 26                                     | 32                                     | uit                                    |

#### Nationale Top 100
| Hitnotering: 30-11-1991 t/m 25-04-1992 | Hitnotering: 30-11-1991 t/m 25-04-1992 | Hitnotering: 30-11-1991 t/m 25-04-1992 | Hitnotering: 30-11-1991 t/m 25-04-1992 | Hitnotering: 30-11-1991 t/m 25-04-1992 | Hitnotering: 30-11-1991 t/m 25-04-1992 | Hitnotering: 30-11-1991 t/m 25-04-1992 | Hitnotering: 30-11-1991 t/m 25-04-1992 | Hitnotering: 30-11-1991 t/m 25-04-1992 | Hitnotering: 30-11-1991 t/m 25-04-1992 | Hitnotering: 30-11-1991 t/m 25-04-1992 | Hitnotering: 30-11-1991 t/m 25-04-1992 | Hitnotering: 30-11-1991 t/m 25-04-1992 | Hitnotering: 30-11-1991 t/m 25-04-1992 | Hitnotering: 30-11-1991 t/m 25-04-1992 | Hitnotering: 30-11-1991 t/m 25-04-1992 | Hitnotering: 30-11-1991 t/m 25-04-1992 | Hitnotering: 30-11-1991 t/m 25-04-1992 | Hitnotering: 30-11-1991 t/m 25-04-1992 | Hitnotering: 30-11-1991 t/m 25-04-1992 | Hitnotering: 30-11-1991 t/m 25-04-1992 | Hitnotering: 30-11-1991 t/m 25-04-1992 | Hitnotering: 30-11-1991 t/m 25-04-1992 |
| Week                                   | 1                                      | 2                                      | 3                                      | 4                                      | 5                                      | 6                                      | 7                                      | 8                                      | 9                                      | 10                                     | 11                                     | 12                                     | 13                                     | 14                                     | 15                                     | 16                                     | 17                                     | 18                                     | 19                                     | 20                                     | 21                                     |                                        |
| -------------------------------------- | -------------------------------------- | -------------------------------------- | -------------------------------------- | -------------------------------------- | -------------------------------------- | -------------------------------------- | -------------------------------------- | -------------------------------------- | -------------------------------------- | -------------------------------------- | -------------------------------------- | -------------------------------------- | -------------------------------------- | -------------------------------------- | -------------------------------------- | -------------------------------------- | -------------------------------------- | -------------------------------------- | -------------------------------------- | -------------------------------------- | -------------------------------------- | -------------------------------------- |
| Nummer                                 | 92                                     | 70                                     | 41                                     | 15                                     | 4                                      | 2                                      | 1                                      | 1                                      | 1                                      | 1                                      | 1                                      | 2                                      | 2                                      | 3                                      | 5                                      | 11                                     | 18                                     | 30                                     | 37                                     | 65                                     | 94                                     | uit                                    |

#### NPO Radio 2 Top 2000
| Nummer met noteringen in de NPO Radio 2 Top 2000 | '99 | '00 | '01 | '02 | '03 | '04  | '05  | '06  | '07  | '08  | '09  | '10  | '11  | '12  | '13  | '14  | '15  | '16  | '17 | '18 | '19 | '20 | '21 | '22 | '23 | '24 |
| ------------------------------------------------ | --- | --- | --- | --- | --- | ---- | ---- | ---- | ---- | ---- | ---- | ---- | ---- | ---- | ---- | ---- | ---- | ---- | --- | --- | --- | --- | --- | --- | --- | --- |
| Don't Let the Sun Go Down on Me                  | 646 | 736 | 880 | 761 | 870 | 1035 | 1383 | 1049 | 1193 | 1065 | 1402 | 1103 | 1233 | 1303 | 1150 | 1347 | 1264 | 1266 | 714 | 425 | 365 | 275 | 288 | 229 | 194 | 308 |

1. ↑  Een vetgedrukt getal geeft de hoogste notering aan.